# Eläintarhan kenttä
Eläintarhan kenttä – wielofunkcyjny stadion w Helsinkach, stolicy Finlandii. Położony jest w parku Eläintarha, niedaleko stadionu Olimpijskiego. Obiekt wybudowany został w latach 1903–1910.
22 października 1911 roku na stadionie swoje pierwsze w historii spotkanie międzynarodowe rozegrała reprezentacja Finlandii, przegrywając towarzysko ze Szwecją 2:5. W 1925 roku na obiekcie rozegrano pierwszy w historii mecz lekkoatletyczny pomiędzy Finlandią i Szwecją.
Obiekt połączony jest 350-metrowym tunelem ze stadionem Olimpijskim, który powstał w 1983 roku w ramach prac modernizacyjnych przed 1. Mistrzostwami Świata w Lekkoatletyce. Tunel wyposażony jest w bieżnię lekkoatletyczną oraz skocznię do skoku w dal.